# Aleia Hobbs
Aleia Hobbs (* 24. Februar 1996 in New Orleans) ist eine US-amerikanische Sprinterin, die sich auf den 100-Meter-Lauf spezialisiert hat. Aktuell ist sie Inhaberin des Nordamerikarekordes über 60 Meter in der Halle und 2022 wurde sie Weltmeisterin in der 4-mal-100-Meter-Staffel.

## Sportliche Laufbahn
Aleia Hobbs besuchte von 2014 bis 2018 die Louisiana State University sammelte 2015 erste internationale Erfahrungen, als sie bei den Panamerikanischen Juniorenmeisterschaften in Edmonton in 11,50 s die Silbermedaille über 100 Meter gewann und sich mit der US-amerikanischen 4-mal-100-Meter-Staffel in 43,79 s die Goldmedaille sicherte. 2018 wurde sie NCAA-College-Meisterin über 100 Meter sowie auch in der 4-mal-100-Meter-Staffel der LSU Tigers. Bei den IAAF World Relays 2019 in Yokohama siegte sie in 43,27 s gemeinsam mit Mikiah Brisco, Ashley Henderson und Dezerea Bryant und siegte wenige Tage später in 11,03 s zum Auftakt der Diamond League beim Shanghai Golden Grand Prix. Anfang Juni wurde sie bei der Golden Gala in Rom in 11,12 s Dritte. 2020 wurde sie beim Herculis in 11,28 s Zweite, wie auch bei der Golden Gala Pietro Mennea in 11,12 s. Im Jahr darauf siegte sie in 11,05 s bei den Adidas Boston Boost Games und startete im Sommer mit der 4-mal-100-Meter-Staffel bei den Olympischen Sommerspielen in Tokio und verhalf der Mannschaft zum Finaleinzug und trug damit zum Gewinn der Silbermedaille bei.
2022 siegte sie in 10,83 s beim New York Grand Prix und erreichte anschließend bei den Weltmeisterschaften in Eugene das Finale über 100 Meter und klassierte sich mit 10,92 s auf dem sechsten Platz. Zudem verhalf sie der 4-mal-100-Meter-Staffel zum Finaleinzug und trug damit zum Gewinn der Goldmedaille bei. Anschließend wurde sie beim Memoriał Kamili Skolimowskiej in 10,94 s Zweite und siegte in 10,87 s bei der Athletissima. Im Jahr darauf blieb sie in der Halle über 60 Meter erstmals unter sieben Sekunden über 60 Meter und stellte bei den US-Hallenmeisterschaften mit 6,94 s einen Nordamerikarekord auf. 2024 erreichte sie bei den Hallenweltmeisterschaften in Glasgow das Finale über 60 Meter, konnte dort aber verletzungsbedingt nicht an den Start gehen.
2018 wurde Hobbs US-amerikanische Meisterin im 100-Meter-Lauf und 2023 und 2024 wurde sie Hallenmeisterin über 60 Meter.

## Persönliche Bestzeiten
- 100 Meter: 10,81 s (+0,5 m/s), 24. Juni 2022 in Eugene
  - 60 Meter (Halle): 6,94 s, 18. Februar 2023 Albuquerque (Nordamerikarekord)
- 200 Meter: 22,93 s (+0,8 m/s), 14. April 2018 in Coral Gables